# مارکو آئورلیو پریرا آلوز
مارکو آئورلیو پریرا آلوز (به پرتغالی: Marco Aurélio Pereira Alves) هافبک اهل برزیل است که در شهر Machado-MG و در تاریخ ۲۰ فوریهٔ ۱۹۸۲ به دنیا آمده‌است.
مارکو آئورلیو پریرا آلوز در تیم‌های فوتبال الیانزا لیما سابقهٔ حضور دارد.